# Ser o parecer
Ser o parecer è un singolo del gruppo musicale messicano RBD, pubblicato nel 2006 ed estratto dall'album Celestial.

## Tracce
- Download digitale

1. Ser o parecer - 3:31